# ペマ・ギャムツォ
ペマ・ギャムツォ（ゾンカ語：པདྨ་རྒྱ་མཚོ།、ワイリー方式：padma-rgya-mtsho、英語表記：Pema Gyamtsho）は、現代のブータン王国の政治家。現在は国民議会内野党党首で、ブータン調和党（DPT）第2代党首。
日本語表記としては、「ペマ・ジャムツォ」、「ペマ・ギャツォ」、「ペマ・ジャツォ」等も書かれる。Ph.D.を取得していることから、公式の場では名にDr.（ドクター）を冠せられることが多い。

## 経歴
1961年生まれ。18歳前後から早くも職務を得ていたと見られる。在職中の1990年にニュージーランドで農学修士号を、1996年にスイス連邦工科大学チューリッヒ校でPh.Dを、それぞれ取得した。計画委員会、持続可能な開発事務局、ブータン中央研究所、森林開発協力局などに所属し、農業省政策計画部副部長にまで昇進した。その後、ヘルベタス・スイス・インターコーポレーションのブータン事務所次長となっている。
2007年、ブータン調和党（DPT）に加入し、ブムタン県の選挙区に登録される。翌2008年3月の国民議会選挙では対立候補にトリプルスコアの圧勝を収めた。同年ジグメ・ティンレーが内閣を組織すると、ペマ・ギャムツォは農業森林大臣に任命され、5年間務めている。2013年の第2回国民議会選挙にも出馬し、DPTは国民民主党（PDP）に敗北したが、ペマ・ギャムツォ自身は対立候補をダブルスコアに近い大差で破り、勝利した。
2013年の第2期国会が開始する直前に、ジグメ・ティンレーが国民議会選挙敗北の責任をとって議員を辞職したため、7月24日にペマ・ギャムツォが後任として国民議会内野党党首に就任した。更に同年12月3日には、ブータン調和党の第2代党首に選出されている。

## 注
1. ↑  Gyamtsho, Pema (1990) (英語). Performance of lucerne/grass mixtures under different grazing durations and soil depths in a dryland environment : A thesis submitted in partial fulfilment of the requirements for the degree of Master of Agricultural Science at Lincoln University New Zealand.
2. ↑  Gyambo Sithey and Dr. Tandin Dorji (2009)、p.240.
3. ↑  Gyambo Sithey and Dr. Tandin Dorji (2009)、p.241.
4. ↑  National Parliamentary Election 2013: General Elections, Election Commission of Bhutan Official Homepage（2014年3月16日閲覧）
5. ↑  Dr. Pema Gyamtsho to head the OppositionBhutan Broadcasting Service（BBS）、2013年7月24日（2014年3月16日閲覧）
6. ↑  OL, the new DPT presidentBBS、2013年12月4日（2014年3月16日閲覧）